# Ит
Ит (фр. Hitte, окс. Hita) — коммуна во Франции, находится в регионе Юг — Пиренеи. Департамент — Верхние Пиренеи. Входит в состав кантона Турне. Округ коммуны — Тарб.
Код INSEE коммуны — 65222.

## География
Коммуна расположена приблизительно в 660 км к югу от Парижа, в 115 км юго-западнее Тулузы, в 12 км к юго-востоку от Тарба.
Коммуна расположена в местности Бигорр. На востоке коммуны протекает река Аррет-Дарре.

## Климат
Климат умеренно-океанический с солнечной тёплой погодой и обильными осадками на протяжении практически всего года.

## Население
Население коммуны на 2010 год составляло 158 человек.
| 1962 | 1968 | 1975 | 1982 | 1990 | 1999 | 2010 |
| ---- | ---- | ---- | ---- | ---- | ---- | ---- |
| 106  | 104  | 111  | 131  | 134  | 124  | 158  |

## Администрация
| Период | Период | Фамилия          | Партия | Примечания |
| ------ | ------ | ---------------- | ------ | ---------- |
| 2001   | 2014   | Бенжамен Дюбарри |        |            |
| 2014   | 2020   | Серж Вессак      |        |            |

## Экономика
В 2010 году среди 99 человек трудоспособного возраста (15-64 лет) 74 были экономически активными, 25 — неактивными (показатель активности — 74,7 %, в 1999 году было 75,0 %). Из 74 активных жителей работали 72 человека (37 мужчин и 35 женщин), безработных было 2 (0 мужчин и 2 женщины). Среди 25 неактивных 5 человек были учениками или студентами, 15 — пенсионерами, 5 были неактивными по другим причинам.

## Фотогалерея

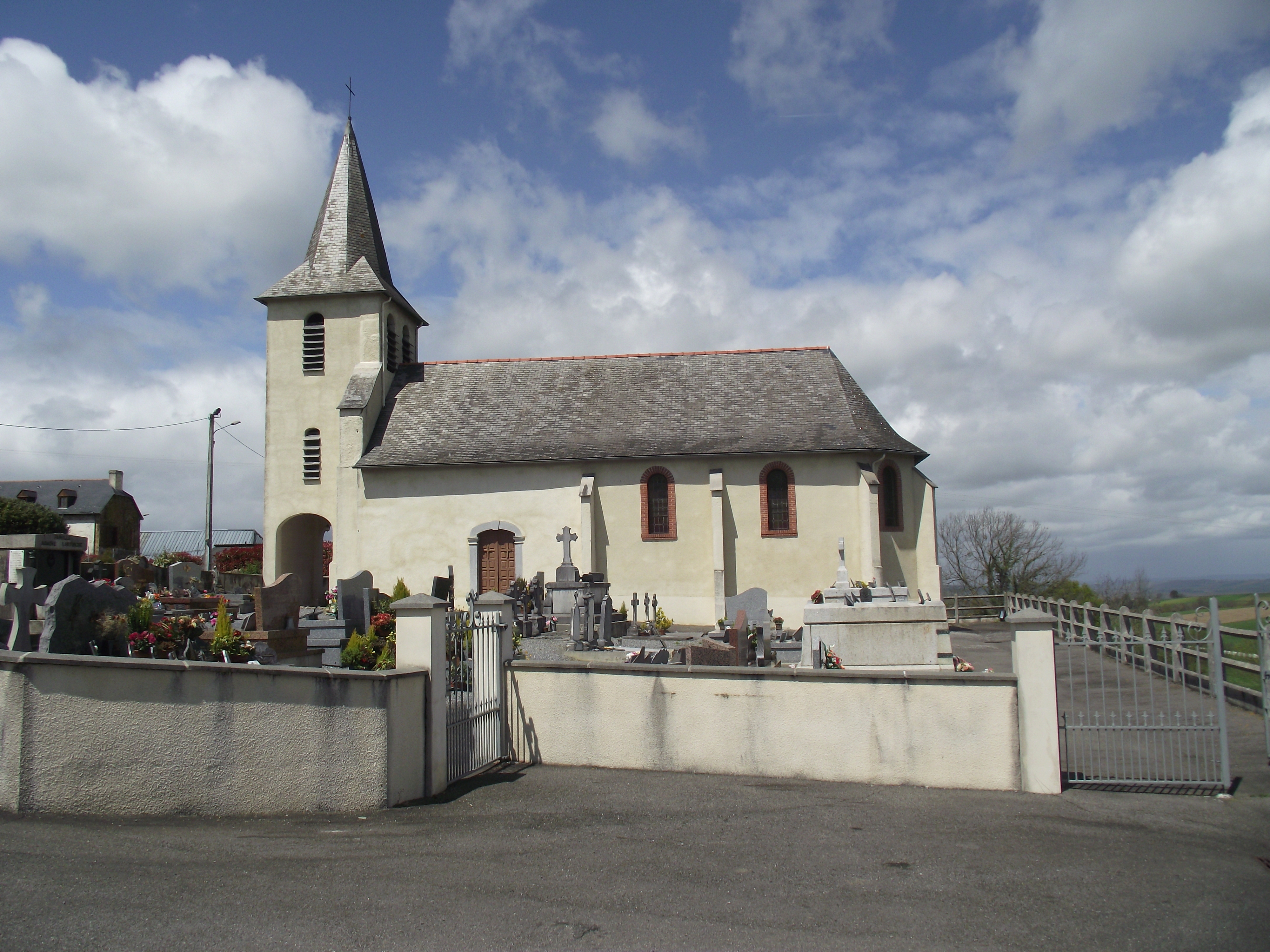
Церковь
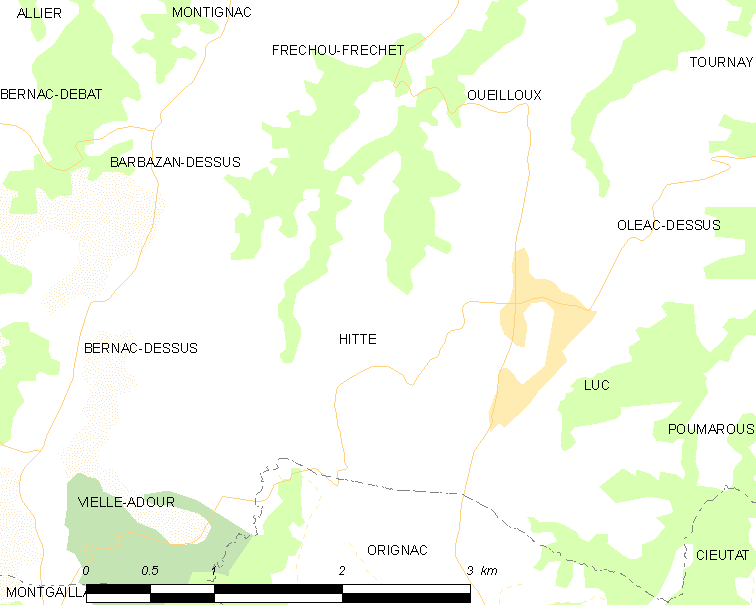
Карта коммуны